# Список міністрів закордонних справ Нідерландів
Список міністрів закордонних справ Нідерландів

## Міністри закордонних справ Нідерландів
1. Віллем Беренд Буйс — (1798–1798);
2. Ісаак Ян Олександр Гогель — (1798)
3. Мартен ван дер Гус ван Дірксланд — (1798–1808).
4. Віллем Фредерік Рюлль — (8 января 1808–1810);
5. Йоган Гендрік Моллерус — (1809–1810);
6. Паулус ван дер Гейм — (1810–1810).
7. Гійсберт Карл ван Гогендорп — (1813–1814);
8. Анне Віллем Карл ван Нагель ван Ампсен — (1814–1824).
9. Іоганн Готтгард Рейнгольд — (1824);
10. Віллем Фредерік ван Ріде — (1824–1825);
11. Патрік Клод Гіслан де Конінк — (1825);
12. Йоган Гійсберт Верстолк ван Зулен — (1825–1841);
13. Гуго ван Зуйлен ван Нієвелт — (1841);
14. Ян Віллем Гуйссен ван Каттендійке — (1841–1843);
15. Віллем Анне Схіммелпеннінк ван дер Ойє — (1843);
16. Жаме Альбер Анрі де ла Саррас — (1843–1848);
17. Лодевійк Наполеон ван Рандвійк — (1848);
18. Герріт Схіммелпеннінк — (1848);
19. Арнольд Адольф Бентінк ван Нієнхус — (1848);
20. Леонардус Антоніус Літтенвелт — (1848–1849);
21. Герман ван Сонсбек — (1849–1852);
22. Якоб ван Зуйлен ван Нієвелт — (1852–1853);
23. Флоріс Адріан ван Галл — (1853–1856);
24. Даніель Теодор Гервес ван Ендегест — (1856–1858);
25. Ян Карел ван Гольштейн — (1858–1860);
26. Флоріс Адріан ван Галл — (1860);
27. Юліус ван Зуйлен ван Нієвелт — (1860–1861);
28. Луї Наполеон ван дер Гус ван Дірксланд — (1861);
29. Якоб ван Зуйлен ван Нієвелт — (1861);
30. Мартін Паскаль Губерт Стренс — (1861–1862);
31. Антуан Лукас Стратенус — (1862);
32. Поль Терезе ван дер Масен де Сомбреф — (1862–1864);
33. Віллем Гуссен ван Каттендейке — (1864);
34. Еппо Кремерс — (1864–1866);
35. Юліус ван Зейлен ван Нейевелт — (1866–1868);
36. Йоганнес Йосефус ван Мулкен — (1868);
37. Теодорус Марінус Руст ван Лімбург — (1870);
38. Йоганнес Йосефус ван Мулкен — (1870–1871);
39. Луї Геріке ван Гервейнен — (1871–1874);
40. Йозеф ван дер Дус де Віллебос — (1874–1877);
41. Віллем ван Геккерен ван Келл — (1877–1879);
42. Константійн Теодор ван Лейнден ван Санденбург — (1879–1881);
43. Віллем Фредерік Рохуссен — (1881–1883);
44. Йозеф ван дер Дус де Віллебос — (1883–1885);
45. Марк Віллем дю Тур ван Беллінхаве — (1885);
46. Абрахам ван Карнебек — (1885–1888);
47. Корнеліс Гартсен — (1888–1891);
48. Гейсберт ван Тінховен — (1891–1894);
49. Йоганнес Кунрад Янсен — (1894);
50. Йоан Реелль — (1894–1897);
51. Віллем Гендрік де Бофорт — (1897–1901);
52. Роберт Мелвіл ван Лейнден — (1901–1905);
53. Абрагам Георг Елліс — (1905);
54. Віллем Маркус ван Веде ван Беренкамп — (1905);
55. Абрагам Георг Елліс — (1905);
56. Дірк Арнольд Віллем ван Тетс ван Гадріан — (1905–1908);
57. Ренеке де Марес ван Свіндерен — (1908–1913);
58. Пітер Корт ван дер Лінден — (1913);
59. Джон Лаудон — (1913–1918);
60. Герман Адріан ван Карнебек — (1918–1927);
61. Франс Белертс ван Блокланд — (1927–1933);
62. Шарль Рейс де Беренбраук — (1933);
63. Андріс Корнеліс Дірк де Графф — (1933–1937);
64. Гендрік Колейн — (1937);
65. Якоб Адріан Ніколас Патейн — (1937–1939);
66. Елько Ніколас ван Клеффенс — (1939–1946);
67. Ян Герман ван Ройен — (1946);
68. Пім ван Бутзелар ван Оостехурт — (1946–1948);
69. Дірк Віпко Стіккер — (1948–1952);
70. Йоган Віллем Беєн — (1952–1956);
71. Йозеф Лунс — (1956–1971);
72. Норберт Шмельцер — (1971–1973);
73. Макс ван дер Стул — (1973–1977);
74. Кріс ван дер Клау — (1977–1981);
75. Макс ван дер Стул — (1981–1982);
76. Дріс ван Агт — (1982);
77. Ганс ван ден Брук — (1982–1993);
78. Петер Коейманс — (1993–1994);
79. Ганс ван Мірло — (1994–1998);
80. Йозіас ван Аартсен — (1998–2002);
81. Яап де Гооп Схеффер — (2002–2003);
82. Бен Бот — (2003–2007);
83. Максим Ферхаген — (2007–2010);
84. Урі Розенталь — (2010–2012);
85. Франс Тіммерманс — (2012–2014);
86. Берт Кундерс — (2014 — 2017);
87. Галбе Зіелстра — (2017 — 2018);
88. Сіґрід Кааґ — (2018, в. о.);
89. Стеф Блок — (2018—2021);
90. Сіґрід Кааґ — (2021)
91. Том де Бруйн[en] (в. о.) (17-24 вересня 2021)
92. Бен Кнапен[en] (24 вересня 2021 — 10 січня 2022)
93. Вопке Гукстра (10 січня 2022-1 вересня 2023)
94. Лієсьє Шрайнемахер (в. о.) (2-5 вересня 2023)
95. Ганке Брюїнс Слот (з 5 вересня 2023)